# Громов Георгій Васильович
Георгій Васильович Громов (рос. Георгий Васильевич Громов; 1 квітня 1917, Оленіно — 26 вересня 1975) — радянський військовий льотчик, Герой Радянського Союзу (1946).

## Біографія
Народився 1 квітня 1917 року в селі Оленіному (тепер Тьомкінського району Смоленської області) в селянській родині. Росіянин. Закінчив шість класів школи. З 1932 року жив в Москві. Закінчив школу фабрично-заводського учнівства за спеціальністю електромонтера. Працював електромонтером Московського тресту «Енергобуд» та навчався в аероклубі.
У 1937 році призваний до лав Червоної Армії. Закінчив Борисоглібську військову авіаційну школу пілотів. Учасник радянсько-фінської війни 1939–1940 років. Член ВКП (б) з 1940 року. У боях німецько-радянської війни з червня 1941 року. Службу розпочав у складі 147-го авіаційного полку, що діяп в Заполяр'ї. Разом з іншими льотчиками прикривав наземні війська, захищав від нальотів Мурманськ, літав на розвідку і штурмовку ворожих військ.
Навесні 1944 року очолив 515-й винищувальний авіаційний полк 193-ї винищувальної авіаційної дивізії 13-го винищувального авіаційного корпусу 16-ї повітряної армії 1-го Білоруського фронту. Полк громив ворога в Білорусі, Польщі, брав участь у форсуванні Західного Бугу, Вісли, у звільненні міст Холма, Любліна, Лодзя.
До березня 1945 року підполковник Г. В. Громов здійснив 400 бойових вильотів, провів 64 повітряних боїв, збив 13 літаків противника.
Указом Президії Верховної Ради СРСР від 15 травня 1946 року за мужність і героїзм, проявлені в повітряних боях з німецько-фашистськими загарбниками підполковнику Георгію Васильовичу Громову присвоєно звання Героя Радянського Союзу з врученням ордена Леніна і медалі «Золота Зірка» (№ 8980).
Після закінчення війни продовжував службу у ВПС СРСР. У 1950 році закінчив Вищі офіцерські льотно-тактичні командні курси, в 1956 році — Військову академію Генерального штабу. Командував авіаційним з'єднанням.

Могила Георгія Громова

З 1963 генерал-майор авіації Г. В. Громов в запасі. Жив у Києві. Помер 26 вересня 1975 року. Похований в Києві на Байковому кладовищі.

## Нагороди
Нагороджений орденом Леніна, трьома орденами Червоного Прапора, орденом Олександра Невського, орденом Вітчизняної війни 1-го ступеня, орденом Червоної Зірки, медалями.